# Campionati asiatici di badminton 1996
I Campionati asiatici di badminton 1996 si sono svolti a Surabaya, in India. È stata la 15ª edizione del torneo, organizzato dalla Badminton Asia.

## Podi
| Evento              | Oro                        | Argento                        | Bronzo                             |
| Singolare maschile  | Jeffer Rosobin             | Luo Yigang                     | A. K. Johannes                     |
| Singolare maschile  | Jeffer Rosobin             | Luo Yigang                     | Dwi Aryanto                        |
| Singolare femminile | Gong Zhichao               | Lee Joo-hyun                   | Ika Heny                           |
| Singolare femminile | Gong Zhichao               | Lee Joo-hyun                   | Pornsawan Plungwech                |
| Doppio maschile     | Ade Sutrisna Candra Wijaya | Ha Tae-kwon Kang Kyung-jin     | Cun Cun Haryono Ade Lukas          |
| Doppio maschile     | Ade Sutrisna Candra Wijaya | Ha Tae-kwon Kang Kyung-jin     | Sigit Budiarto Dicky Purwotjugiono |
| Doppio femminile    | Eliza Nathanael Finarsih   | Indarti Issolina Deyana Lomban | Chung Jae-hee Park Soo-yun         |
| Doppio femminile    | Eliza Nathanael Finarsih   | Indarti Issolina Deyana Lomban | Hisako Mizui Yasuko Mizui          |
| Doppio misto        | Tri Kusharyanto Lili Tampi | Kang Kyung-jin Kim Mee-hyang   | Flandy Limpele Riseu Rosalina      |
| Doppio misto        | Tri Kusharyanto Lili Tampi | Kang Kyung-jin Kim Mee-hyang   | Ha Tae-kwon Kim Shin-young         |